# Sabratha
Sabratha (en árabe: صبراتة‎) es una antigua ciudad a la orilla del mar Mediterráneo, se sitúa a 60 kilómetros de la capital de Libia, Trípoli. En el pasado, controlada por el Imperio romano, fue uno de los más importantes puestos comerciales de toda la región. Hoy su antiguo teatro es el monumento que más destaca del conjunto, construido hace 2000 años por los romanos.
Se encuentra en el distrito de Az Zawiyah, y su población según estimación 2010 era de 8.914 habitantes.

## Historia
Sabratha fue fundada en siglo VII a. C. por los fenicios de Tiro en uno de los pocos puertos naturales de la Tripolitania y se convirtió bien temprano en un lugar comercial al final de una importante vía de caravanas. Por esta posición estratégica, Sabratha sufre un rápido desarrollo y cae bien pronto bajo el control de los cartagineses. 

## Galería

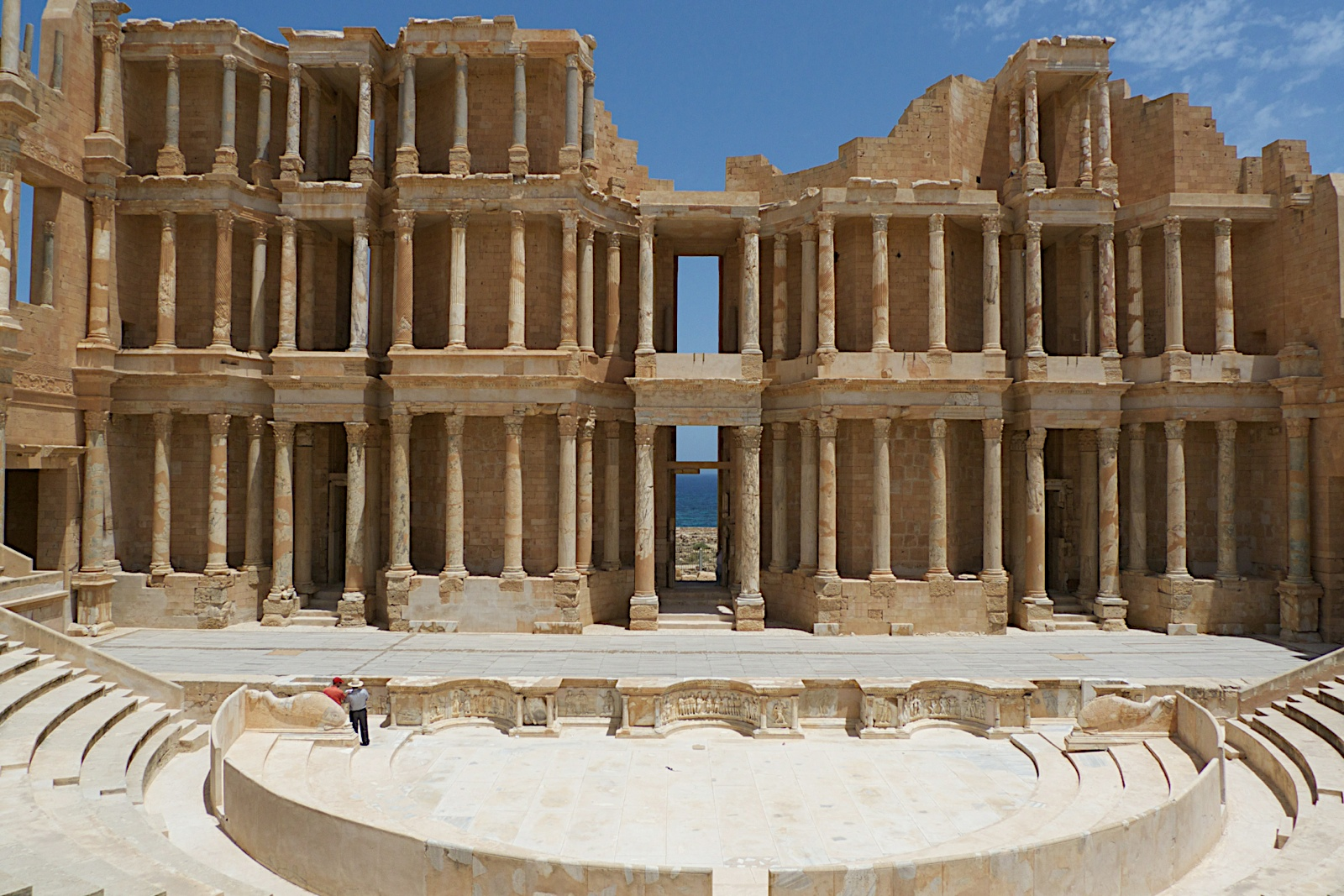
Teatro romano de Sabratha
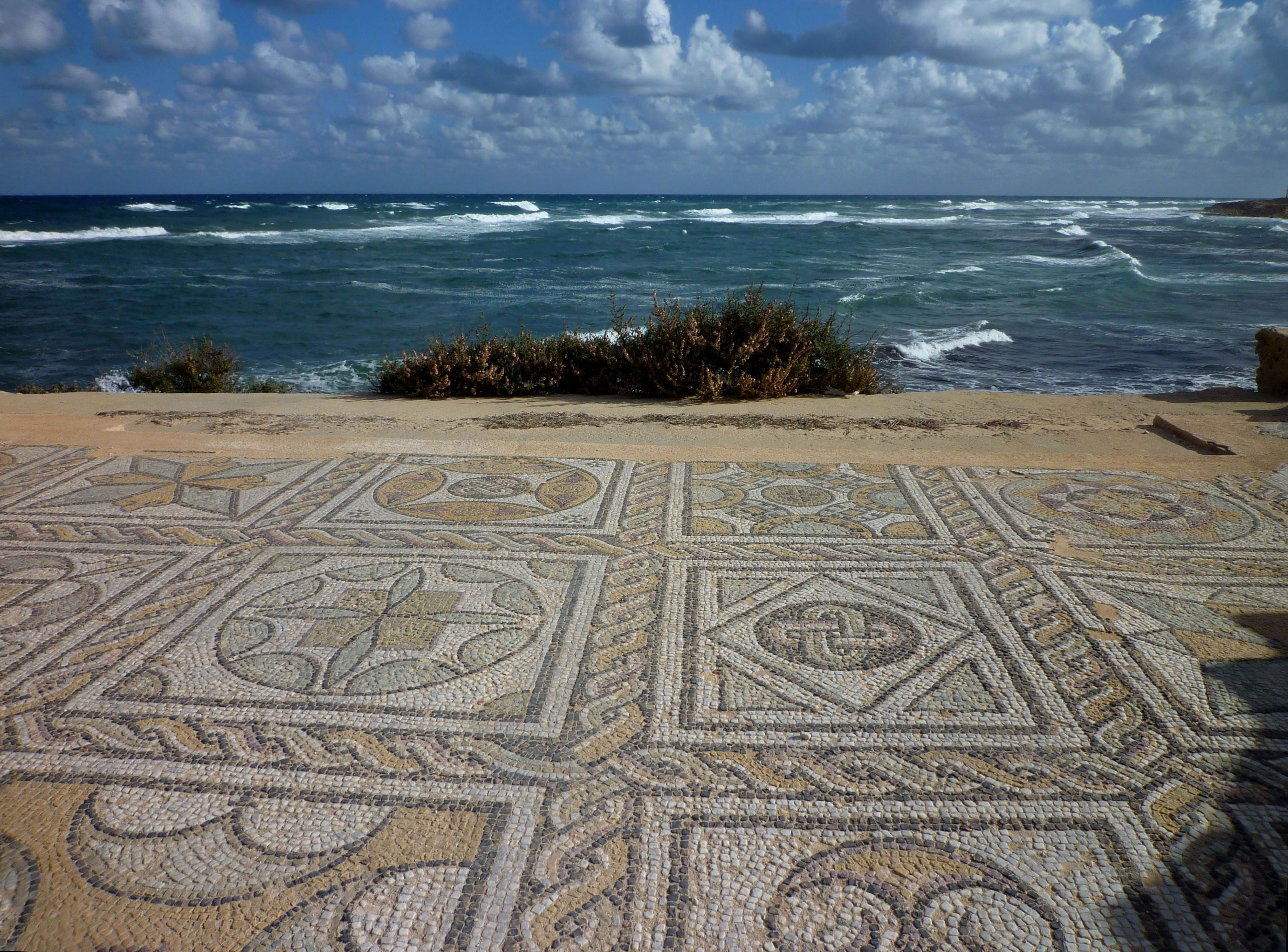
Baños romanos
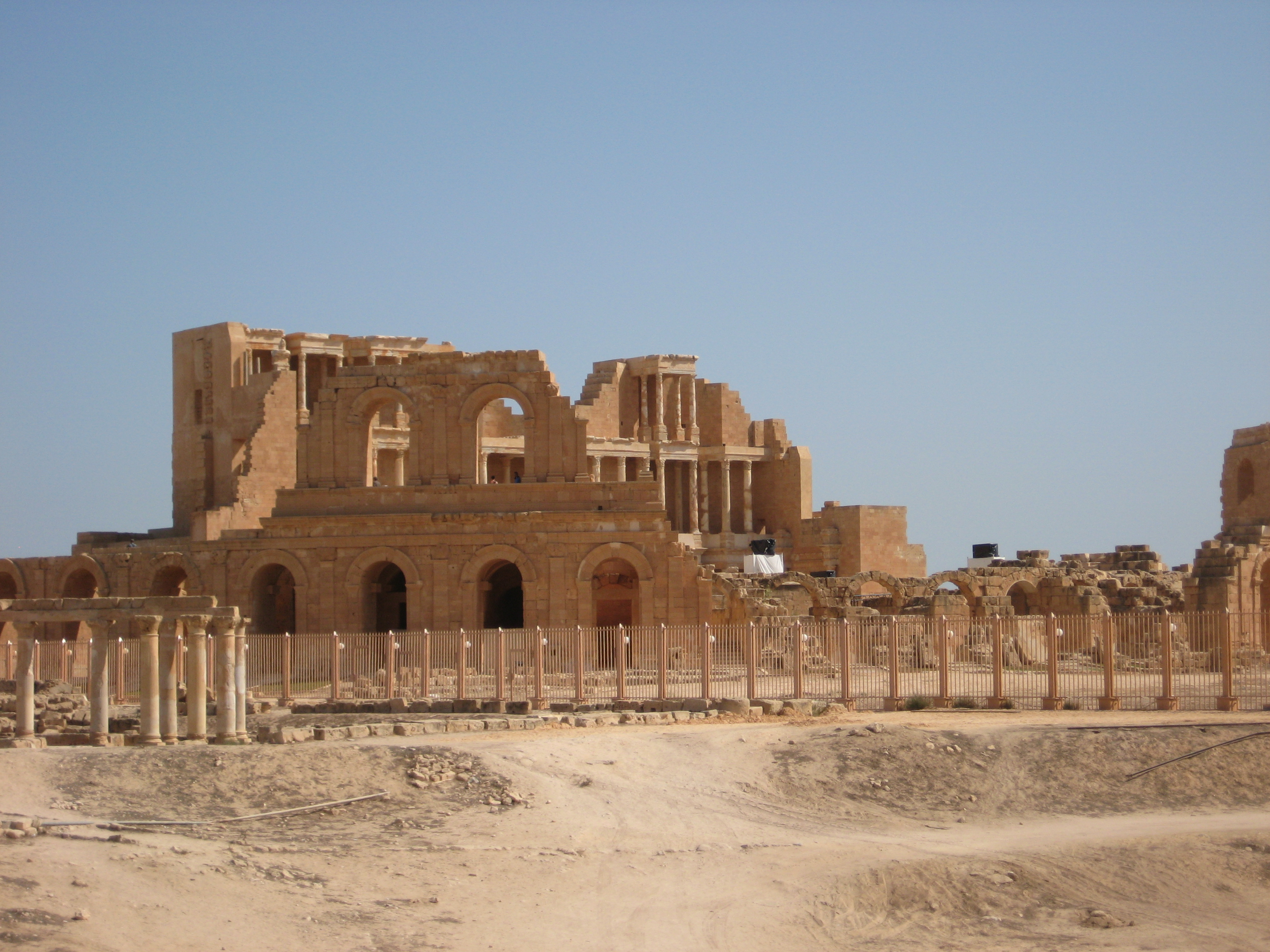
Exterior del teatro romano.
Vista de las excavaciones.